# Giovanni La Via
Giovanni La Via (né le 28 juin 1963  à Catane) est un homme politique italienne, élu député européen en 2009. Il est tour à tour membre du Peuple de la liberté, du Nouveau Centre-droit, d'Alternative populaire puis de Forza Italia.

## Biographie
Il est réélu député européen le 25 mai 2014 avec 56 498 voix de préférence, sur une liste NCD-Union de Centre.